# 手長足長

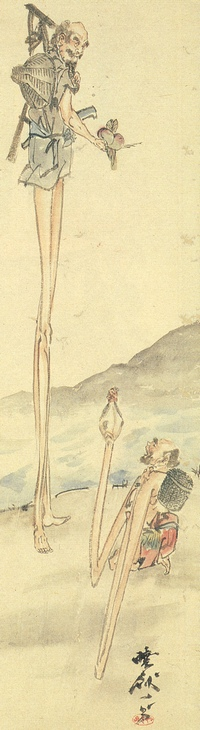
『手長足長圖』河鍋曉齋・畫

手長足長（てながあしなが）是秋田縣、山形縣、福島縣、長野縣、福井縣等地傳說・昔話中的巨人。

## 概要
各地傳說的共通特徵是｢手腳異常長的巨人｣，手腳長的單一巨人、夫脚長和妻手長的夫婦、兄弟巨人等，各地有細部差異。
也有被視為神・巨人・眷屬神或不老長壽的神仙的傳說，例如室町時代編纂的『大日本國一宮記』記載，壹岐（長崎縣）的天手長男神社是壹岐國的一宮 。